# بیرو (فیلم)
بیرو فیلمی ایرانی به کارگردانی و نویسندگی مرتضی‌علی عباس میرزایی و تهیه‌کنندگی مجید برزگر محصول سال ۱۴۰۰ است. این فیلم بر اساس زندگی علیرضا بیرانوند، بازیکن فوتبال، ساخته شده و اولین بار در ۱۱ بهمن ۱۴۰۰ در چهلمین دوره جشنواره فیلم فجر به نمایش درآمد.

## داستان
این فیلم روایتی از زندگی علیرضا بیرانوند دروازه‌بان تیم ملی فوتبال ایران از دوران کودکی تا ورود به فوتبال حرفه‌ای و عضویت در تیم ملی فوتبال ایران و از ورود به عرصه فوتبال تا رسیدن به دروازه‌بانی تیم ملی است.

## بازیگران
بازیگر اصلی
- حسین بیرانوند نقش علیرضا بیرانوند

بازیگران خانواده بیرانوند
- صحرا اسدالهی نقش مادر بیرانوند
- محمدعلی محمدی نقش پدر بیرانوند
- ستایش تارانی نقش اکرم دختر عمو و همسر بیرانوند
- سهیل قنادان نقش عموی بیرانوند و پدر اکرم
- سارا والیانی نقش زن عمو بیرانوند و مادر اکرم

بازیگر مهمان
- علیرضا بیرانوند

سایر بازیگران
- ابوذر فرهادی
- مبین بهاروند
- سعید داخ
- مهدی زمین‌پرداز
- سیاوش چراغی‌پور
- رضا داوودنژاد
- مجید پتکی
- مهران نائل
- محمد عسگری
- امین میری
- مرتضی تقی زاده
- وحید نفر
- حامد نساج
- علیرضا جلیلی
- سیدامیر علی حسینی